# Ажнов Віталій Сергійович
Віталій Сергійович Ажнов (нар. 1993) — український актор театру і кіно. Заслужений артист України (2025).

## Життєпис
Народився 27 квітня 1993 року в м. Калуш Івано-Франківської області.
Дитинство
Віталій Ажнов зізнався, що у дитинстві був справжнім «ботаном», і лише в 10 класі, очоливши команду КВК, його потягнуло на сцену. Це стало переломним моментом у його житті, після чого він зрозумів, що акторство — його покликання.
«Я ризикнув, і зараз не шкодую про свій вибір. Театр – це моє життя.»
Віталій завжди прагнув працювати поруч зі своїм вчителем Дмитром Богомазовим, якого він вважає своїм «театральним батьком».
Карʼєра та велика сцена
У 2015 році закінчив Київський національний університет театру кіно та телебачення ім. І. К. Карпенко-Карого (майстерня Дмитра Богомазова). З 2015 року викладає сценічну мову в Київському національному університеті культури і мистецтв.
З 2015 року — актор Київського театру «Золоті ворота».
З 2018 року у театрі ім. І. Франка.
Особисте життя
Віталій Ажнов намагається не афішувати власне особисте життя, віддаючи перевагу збереженню приватності. Відомо, що він оберігає свої стосунки від публічної уваги.

## Ролі в театрі
Київський театр «Золоті ворота»
Київський театр «Актор»
- 2018 — «Схід — Захід» за дитячою драматургією; реж. Влада Бєлозоренко — Кіт[4]
- 2021 — «Вишневий сад» за п'єсою Антона Чехова; реж. Слава Жила — Лопахін Єрмолай Олексійович, купець[5][6][7][8][9][10][11][12][13][14]

Національний академічний драматичний театр імені Івана Франка
- (введення) 2007 — «Кайдашева сім'я» за повістю Івана Нечуя-Левицького; реж. Петро Ільченко — Лаврін
- 2018 — «Буна» Віри Маковій; реж. Давид Петросян — Петро[15]
- 2018 — «Коріолан» за п'єсою Вільяма Шекспіра; реж. Дмитро Богомазов — 2-ий городянин, 1-ий Еділ, Посланець
- 2019 — «Лимерівна» за однойменною п'єсою Панаса Мирного; реж. Іван Уривський — Карпо
- 2019 — «Тев'є-Тевель» за п'єсою Григорія Горіна; реж. Дмитро Чирипюк — Мотл
- 2019 — «Снігова королева» за казкою Ганса Крістіана Андерсена; реж. Давид Петросян — Ворон та Білий Ведмідь[16]
- 2020 — «Украдене щастя» за п'єсою Івана Франка; реж. Дмитро Богомазов — Олекса Бабич, Парубок [17]
- 2020 — «Сірано де Бержерак» за п'єсою Едмона Ростана; реж. Юрій Одинокий — Привид театру
- 2021 — «Співай, Лоло, співай» Олександра Чепалова за мотивами роману «Вчитель Гнус, або Кінець одного тирана» Генріха Манна і художнього фільму «Блакитний ангел»; реж. Дмитро Богомазов — Ломан, гімназист
- 2021 — «Безталанна» за однойменною п'єсою Івана Карпенка-Карого; реж. Іван Уривський — Дем'ян[18][19]
- 2022 — «Калігула» за п'єсою Альбера Камю; реж. Іван Уривський — Калігула
- 2022 — «Кар'єра Артуро Уї, яку можна було спинити» за п'єсою Бертольта Брехта; реж. Дмитро Богомазов — Артуро Уї, ватажок гангстерів[14]
- (введення) 2023 — «Візит» за п'єсою «Гостина старої дами» Фрідріха Дюрренматта; реж. Давид Петросян — Сліпий
- 2024 — «Тартюф» за пʼєсою Мольєра; реж. Дмитро Богомазов — Валер, юнак закоханий у Мар'яну

## Фільмографія
- 2015 — Незламна
- 2019 — Пригоди S Миколая — Іржавий
- 2019 — Гуцулка Ксеня — Юро
- 2020 — І будуть люди — Максим (Володька) Твердохліб
- «Янголи»
- 2021 — Кава з Кардамоном — Маркіян[20]
- 2025 — «Малевич» — Казимир Малевич[21][22][14]

## Нагороди
- Диплом за кращу чоловічу роль на Міжнародному фестивалі театральних шкіл у Пекіні «GATS» (2013)[23],
- Гран-прі Всеукраїнського конкурсу читців «Лесині джерела» (2013),
- преміант Київського міського голови (2014).